# 白石町立有明小学校
白石町立有明小学校（しろいしちょうりつ ありあけしょうがっこう）は、2026年（令和8年）4月に佐賀県杵島郡白石町大字坂田に開校予定の公立小学校。

## 概要
歴史
2026年（令和8年）に白石町立小学校3校（有明東・有明南・有明西）の統合により開校予定。
校訓
「ひらく《知を啓く・心を開く・未来を拓く》」
校章
旧有明中学校の校章をもとに、朝日と海の絵を背景にして、中央に「有明小」の文字（縦書き）を配している。
校歌
弓削田健介によって制作される予定。
校区
中学校区は白石町立白石中学校。

## 沿革
- 2026年（令和8年）
  - 4月1日 - 白石町立小学校3校（有明東・有明南・有明西）が統合し、「白石町立有明小学校」が開校（予定）。

## 交通
最寄りの鉄道駅
- JR九州 長崎本線 「肥前竜王駅」

最寄りのバス停留所
- 祐徳バス 佐賀線 「竜王駅前」停留所

最寄りの幹線道路
- 国道207号 「有明中学校前」交差点

## 周辺
- 白石町有明公民館
- 有明社会体育館
- 有明スカイパークふれあい郷
- 廻里江川

## 関連事項
- 佐賀県小学校一覧